# Señorío de Caleruega
El Señorío de Caleruega fue un señorío jurisdiccional y, a partir de 1266, de abadengo, que radicó en la villa castellana de Caleruega. Tuvo una vida de alrededor de ocho siglos, teniendo su inicio en el siglo X. El primer documento que lo menciona data del año 1068, en los albores del Reino de Castilla, aunque probablemente el feudo ya existiera antes; la repoblación de la zona se inició en el siglo X con pequeños villorrios en torno a una iglesia. El señorío fue abolido en el año 1837, cuando se decreta la abolición del régimen señorial en España.

## Origen
Cuando Gonzalo Fernández, Munio Núñez y Gonzalo Téllez, conocidos como los tres condes castellanos, conquistaron las tierras del Duero en el año 912 tuvieron que repoblar la zona. Se estima que en torno al siglo X se funda Caleruega, por pobladores vascos.
Con el paso del tiempo Munio Díaz de Caleruega, hijo de Diego Alvárez, fue nombrado señor de Caleruega. Lo más probable es que fuese Sancho II quien le nombrase como tal ya que los primeros documentos que así lo atestiguan datan del año 1068. También de aquella época data el torreón de los Guzmanes (los Guzmán fue la familia más notoria en gobernar la villa) y que formaba parte de la casa solariega de los señores.
La Casa de Caleruega fue la original de dicho feudo, pero cambió a la casa de los Guzmán cuando Doña Mayor de Caleruega, III Señora de Caleruega, nieta de Don Munio Díaz de Caleruega, se casó con Don Rodrigo Núñez de Guzmán.
El último señor descendiente de Don Munio Díaz de Caleruega fue el Venerable Antonio de Guzmán, hijo del Venerable Félix de Guzmán y de la Beata Juana y hermano del Beato Manés y de Santo Domingo. El Venerable Antonio se consagró a la vida religiosa en el monasterio de Santo Domingo de Silos sin dejar descendencia, al igual que sus otros dos hermanos.
Probablemente, para el año 1234 ya habría muerto el Venerable Antonio. Tras su fallecimiento, sus derechos sucesorios pasaron a un linaje vinculado con los Aza. Lo más probable es que existiera una behetría cerrada entre parientes de tal modo que terminó en posesión de la casa de los Villamayor. El último señor de Caleruega ligado al linaje original fue Fernán García de Villamayor.
Finalmente, el nuevo señor vendió en 1258 todas sus posesiones, incluido el señorío, a la Orden de Santiago, siendo Gran Maestre Pelayo Pérez Correa. Sin embargo, el rey Alfonso X inició un proceso para recobrar todos los derechos que sobre Caleruega poseía la Orden, con el fin de fundar un monasterio de monjas dominicas en el solar de la antigua residencia de los Guzmanes, y concederles dichos títulos y posesiones. Esto culminaría en el año 1266, cuando el monarca restablecería dicho señorío en el monasterio recién fundado.

## Privilegio Rodado
En 1266 Alfonso X el Sabio otorga, con motivo de la canonización de Santo Domingo, un privilegio rodado al pueblo de Caleruega y a las monjas del Real Monasterio de Santo Domingo de Caleruega. Se nombra a Doña Toda, en aquel momento priora del monasterio, Señora de Caleruega, portando desde entonces ese título, en general, el Real Monasterio, y en particular, quien fuera priora de éste.
El feudo se mantuvo como señorío eclesiástico hasta la abolición de los señoríos el 26 de agosto de 1837 y las posteriores desamortizaciones de la Iglesia llevadas a cabo durante el siglo XIX. Fue con la denominada desamortización de Madoz, en 1855, cuando se expropió a la comunidad religiosa de Caleruega del Coto Redondo y todas sus propiedades. Años después, el Gobernador civil de Burgos, Isidoro Gutiérrez de Castro y Cossío, y en cumplimiento del Decreto de 18 de octubre de 1868 —en un contexto de revolución— mandó la exclaustración de las religiosas del monasterio. Sin embargo, a causa de la negativa del pueblo de Caleruega, al que se sumaron los vecinos de Valdeande, Tubilla del Lago, Baños de Valdearados, Hontoria de Valdearados, Araúzo de Torre, Araúzo de Salce y Espinosa de Cervera, se abortó la exclaustración.
Desde entonces, y aunque nunca se haya repuesto el título de Señoras de Caleruega a las Madres Dominicas del Real Monasterio, éstas han continuado en el lugar y de forma ininterrumpida con su vida contemplativa.

## Señores de Caleruega
En este cuadro se muestran los diferentes Señores de Caleruega durante la historia. Tras la refundación llevada a cabo por Alfonso X el Sabio, el feudo pasa a ser un Señorío eclesiástico y, por lo tanto, son las monjas quienes custodian dicho Señorío, siendo la priora la máxima autoridad.
| Creación por Sancho II                        | Creación por Sancho II                                                   | Creación por Sancho II |
| --------------------------------------------- | ------------------------------------------------------------------------ | ---------------------- |
| I                                             | Munio Díaz de Caleruega                                                  | 1068-                  |
| II                                            | Diego Muñoz de Caleruega                                                 |                        |
| III                                           | Mayor Díaz de Caleruega                                                  |                        |
| IV                                            | Félix Ruiz de Guzmán                                                     |                        |
| V                                             | Antonio de Guzmán                                                        |                        |
| VI                                            | García Fernández de Villamayor                                           |                        |
| VII                                           | Fernán García de Villamayor                                              |                        |
| VIII                                          | Pelayo Pérez Correa, Orden de Santiago                                   | -1266                  |
| Concesión por Alfonso X                       |                                                                          |                        |
| Real Monasterio de Santo Domingo de Caleruega |                                                                          |                        |
| IX                                            | Toda Martínez                                                            | 1266-                  |
| X                                             | Brayda de Aza                                                            |                        |
| XI                                            | Jimena                                                                   |                        |
| XII                                           | Alemana                                                                  |                        |
| XIII                                          | Alda González                                                            |                        |
| XIV                                           | Serrana Peláez                                                           |                        |
| XV                                            | María Rodríguez de Aza                                                   |                        |
| XVI                                           | Petronila Giralte                                                        |                        |
| XVII                                          | Sancha Fernández                                                         |                        |
| XVIII                                         | Petronila                                                                |                        |
| XIX                                           | Elvira López de Tovar                                                    |                        |
| XX                                            | Beatriz García de Toledo                                                 |                        |
| XXI                                           | María Sánchez                                                            |                        |
| XXII                                          | Urraca Alfonso                                                           |                        |
| XXIII                                         | Constanza Manuel                                                         |                        |
| XXIV                                          | Petronila                                                                |                        |
| XXV                                           | Alda González                                                            |                        |
| XXVI                                          | Mayor de Gumiel                                                          |                        |
| XXVII                                         | Ana Ponce de León                                                        |                        |
| XXVIII                                        | Francisca de Mendoza                                                     |                        |
| XXIX                                          | Real Monasterio de Caleruega (falta de información del año 1522 al 1611) |                        |
| XXX?                                          | Petronila de Vellosillo                                                  |                        |
| XXXI?                                         | Isabel de Quirós                                                         |                        |
| XXXII?                                        | Juana María de Mora                                                      |                        |
| XXXIII?                                       | Beatriz de Quirós                                                        |                        |
| XXXIV?                                        | Catalina Núñez                                                           |                        |
| XXXV?                                         | María de Quemada                                                         |                        |
| XXXVI?                                        | María de la Guerra de la Vega                                            |                        |
| XXXVII?                                       | Ángela de Manaria y Mendoza                                              |                        |
| XXXVIII?                                      | Ana de Vellosillo                                                        |                        |
| XXXIX?                                        | María Fernández de Yubera                                                |                        |
| XL?                                           | María Merino                                                             |                        |
| XLI?                                          | Isabel Díez                                                              |                        |
| XLII?                                         | Elvira de Aza                                                            |                        |
| XLIII?                                        | Andrea de Espinosa y Pedrosa                                             |                        |
| XLIV?                                         | María Pérez de Solarana                                                  |                        |
| XLV?                                          | María de Cal y Aguilar                                                   |                        |
| XLVI?                                         | Francisca Díaz Morante                                                   |                        |
| XLVII?                                        | María de Bedoya                                                          |                        |
| XLVIII?                                       | María de Arteaga y Mansilla                                              |                        |
| XLIX?                                         | Ana Díaz Morante                                                         |                        |
| L?                                            | María de Salas                                                           |                        |
| LI?                                           | Catalina de Ortega                                                       |                        |
| LII?                                          | Josefa Gaona                                                             |                        |
| LIII?                                         | Agustina Espeja                                                          |                        |
| LIV?                                          | Francisca Palomino                                                       |                        |
| LV?                                           | Rosa Zazuar                                                              |                        |
| LVI?                                          | María Francisca Pacheco y Ceballos                                       |                        |
| LVII?                                         | Micaela de Aranda                                                        |                        |
| LVIII?                                        | Manuela Domínguez de Urrajolabeita                                       |                        |
| LIX?                                          | Catalina de Lara                                                         |                        |
| LX?                                           | Catalina Monje                                                           |                        |
| LXI?                                          | Rosa Ximeno                                                              |                        |
| LXII?                                         | María de los Ángeles Petroche                                            |                        |
| LXIII?                                        | Manuela Serrano                                                          |                        |
| LXIV?                                         | Juana Ontoria                                                            |                        |
| LXV?                                          | María Andrés                                                             | -1837                  |
| Supresión por Isabel II                       |                                                                          |                        |